# Scopula semicostata
Scopula semicostata là một loài bướm đêm trong họ Geometridae.